# 錦繡前程 (馬)
錦繡前程（日語：ダノンヨーヨー），是日本純種競賽馬匹，生涯活躍於一哩賽事，曾勝出富士錦標，亦在一哩冠軍賽跑獲亞軍。

## 出賽前
2006年4月7日出生於北海道安平町北部牧場，成長途中在拍賣會上被馬主公司Danox Co. Ltd.以6720萬日圓購入。
其後交由栗東訓練中心練馬師音無秀孝訓練。

## 競賽生涯

### 3歲
2009年4月12日出戰阪神競馬場3歲未勝利戰，比賽初段維持在最後方位置逐步推進，在直路上需要不斷衝刺向前邁進，但最終仍然以第二落敗。
其後再度出戰3歲未勝利戰，本次比賽改為以前置戰術競跑，在彎道處開始發力下於直路上迅速加速取得領先，最終成功戰勝追擊的對手取得首勝。
2星期後隨即以3歲500萬獎金以下條件戰作為目標，但本次比賽重拾首戰時的後置戰術下無法在直路順利突圍，最終以第四落敗。

### 4歲
休養更大半年後在2010年1月復出並已條件戰作為作為主軸，但在年間受兩戰之中均跑獲第二。
於4歲以上500萬獎金以下條件戰取得冠軍後隨即挑戰更高級別的條件戰，但最終以第三落敗。
調整過後繼續以條件戰作為目標，在六波羅特別中保持前置的優勢在直路上拉開對手取勝，出戰月岡温泉特別以同樣的方式前進下成功阻止對手的壓迫達成領先。
10月選擇越級挑戰公開賽港灣人工島錦標，本次比賽保持在第五的位置下雖然在過彎時稍為墮後，但在直路上展現優秀反應成功衝出，最終以2 1/2馬位優勢取得三連勝同時晉級公開組。
其後出戰富士錦標，為其首次出戰分級賽。比賽開始後，其選擇保持在約莫第十二、十三附近的位置展開推進，同時在對面直路末段開始上前兼且望空。進入直路後，其隨即在外檔位置進入狀態不斷爬升，最終超越對手之餘更繼續拉開距離，以1 1/4馬位優勢及四連勝的姿態壓贏對手取得首個分級賽冠軍。
11月更接挑戰一哩冠軍賽，賽前因為連勝的表現取得第一人氣。比賽開始後，其仍然採用後上戰術保持在隊伍最後方位置，同時在比賽途中未有太大的動作。進入直路後，其在外檔位置展現不俗的加速力，跑出全場最快末腳速度下迅速蠶食前方對手，但仍然敗於榮進快蹄取得第二。

### 5歲
2011年以東京新聞盃作為首戰，但直路反應平平下僅跑獲第七。
4月17日選擇以讀賣盃作為下一步的部署，在先頭部隊之中逐步推進下於彎道處開始發力，最終加速不俗下僅敗於國際高球及Clever Tosho取得季軍。
然而其後出戰安田紀念未能維持水準，一直在最後方位置徘徊下在直路始終未能發揮衝刺力，最終以第十大敗，在其後的寶塚紀念亦以第七完賽。
進入秋季後，其繼續增程以中距離路線作為目標，但在前哨戰每日王冠中僅跑獲第六，正賽秋季天皇賞更以第十五大敗。
11月重新縮程至一哩出戰一哩冠軍賽，保持在中團馬群之中也穩步推進，同時在彎道初段準備抽出外檔加速。進入直路後，其在中檔位置逐步突圍上前，跑出不俗的速度下稍為超越其他對手，最終以第四的戰績完賽。

### 6歲
2012年直接以讀賣盃作為年度首戰，但未能延續上年度的表現下以第十一落敗。
6月選擇出戰安田紀念，在後方位置推進下一直維持緩慢的節奏等待時機，直至彎道末段開始有所動作，最終望空並加速一小段路程下僅敗於強勁回報、大賽波士及宇宙感應再度取得殿軍。
但其後在年間餘下三戰未能維持穩定的水準，出戰中京紀念、每日王冠及富士錦標分別以第七、第八及第十一完賽。

### 7歲
進入2013年，其表現仍然繼續浮浮沉沉，於五場賽事中未能取得任何勝利，最佳戰績僅為新潟大賞典的第六。

### 8歲
2014年，其仍然處於低潮之中，除了在首兩戰新潟大賞典及葉森盃跑獲第五外，其他賽事均未能取得入板的戰績。

### 9歲
2015年繼續現役，但本年度實力大幅倒退下，未能在任何賽事中跑獲頭五。
5月10日在新潟大賞典中以尾二第十五大敗後，陣營決定安排其退役。

### 詳細賽績
| 日期       | 舉辦國家 | 馬場 | 距離   | 級別 | 賽事名稱             | 負重 | 騎師     | 馬號 | 出馬 | 名次 | 時間   | 頭馬（二馬）        |
| ---------- | -------- | ---- | ------ | ---- | -------------------- | ---- | -------- | ---- | ---- | ---- | ------ | ------------------- |
| 12/4/2009  | 日本     | 阪神 | 草1600 |      | 3歲未勝利            | 56   | 武豐     | 4    | 17   | 2    | 1:37.8 | Meisho Donario      |
| 25/4/2009  | 日本     | 京都 | 草1600 |      | 3歲未勝利            | 56   | 武豐     | 13   | 18   | 1    | 1:38.5 | （Agnes Sakura）    |
| 9/5/2009   | 日本     | 京都 | 草1600 |      | 3歲500萬獎金以下     | 56   | 武豐     | 3    | 11   | 4    | 1:36.1 | Jungle Stone        |
| 17/1/2010  | 日本     | 京都 | 草1800 |      | 4歲以上500萬獎金以下 | 56   | 北村友一 | 6    | 16   | 2    | 1:48.6 | Happy Parade        |
| 30/1/2010  | 日本     | 京都 | 草1600 |      | 4歲以上500萬獎金以下 | 56   | 武豐     | 11   | 16   | 2    | 1:35.6 | Gandhara            |
| 18/4/2010  | 日本     | 阪神 | 草1600 |      | 4歲以上500萬獎金以下 | 57   | 川田將雅 | 13   | 18   | 1    | 1:34.5 | （Namidaga Kirari） |
| 15/5/2010  | 日本     | 東京 | 草1600 |      | 立川特別             | 57   | 岩田康誠 | 10   | 13   | 3    | 1:34.1 | So Magic            |
| 13/6/2010  | 日本     | 京都 | 草1600 |      | 六波羅特別           | 57   | 岩田康誠 | 11   | 15   | 1    | 1:35.6 | （Peace Peace）     |
| 29/8/2010  | 日本     | 新潟 | 草1600 |      | 月岡温泉特別         | 57.5 | 松岡正海 | 12   | 18   | 1    | 1:33.3 | （World Compass）   |
| 3/10/2010  | 日本     | 阪神 | 草1600 | OP   | 港灣人工島錦標       | 55   | 北村友一 | 1    | 10   | 1    | 1:34.8 | （飛翔蘋果）        |
| 23/10/2010 | 日本     | 東京 | 草1600 | GIII | 富士錦標             | 56   | 北村友一 | 9    | 17   | 1    | 1:32.8 | （音樂會）          |
| 21/11/2010 | 日本     | 京都 | 草1600 | GI   | 一哩冠軍賽           | 57   | 蘇銘倫   | 8    | 18   | 2    | 1:31.8 | 榮進快蹄            |
| 6/2/2011   | 日本     | 東京 | 草1600 | GIII | 東京新聞盃           | 57   | 北村友一 | 4    | 16   | 7    | 1:32.8 | 笑臉傑克            |
| 17/4/2011  | 日本     | 阪神 | 草1600 | GII  | 讀賣盃               | 57   | 內田博幸 | 11   | 18   | 3    | 1:32.6 | 國際高球            |
| 5/6/2011   | 日本     | 東京 | 草1600 | GI   | 安田紀念             | 58   | 韋紀力   | 13   | 18   | 10   | 1:32.5 | 實際影響            |
| 26/6/2011  | 日本     | 阪神 | 草2200 | GI   | 寶塚紀念             | 58   | 北村友一 | 11   | 16   | 7    | 2:11.1 | 熱誠真摯            |
| 9/10/2011  | 日本     | 東京 | 草1800 | GII  | 每日王冠             | 57   | 北村友一 | 3    | 11   | 6    | 1:47.0 | 夜之影              |
| 30/10/2011 | 日本     | 東京 | 草2000 | GI   | 秋季天皇賞           | 58   | 後藤浩輝 | 2    | 18   | 15   | 1:58.8 | 東瀛佐敦            |
| 20/11/2011 | 日本     | 京都 | 草1600 | GI   | 一哩冠軍賽           | 57   | 北村友一 | 2    | 18   | 4    | 1:34.2 | 榮進神駒            |
| 22/4/2012  | 日本     | 京都 | 草1600 | GII  | 讀賣盃               | 56   | 北村友一 | 15   | 18   | 11   | 1:34.3 | 國際高球            |
| 3/6/2012   | 日本     | 東京 | 草1600 | GI   | 安田紀念             | 58   | 北村友一 | 1    | 18   | 4    | 1:31.7 | 強勁回報            |
| 22/7/2012  | 日本     | 中京 | 草1600 | GIII | 中京紀念             | 58   | 北村友一 | 15   | 16   | 7    | 1:35.8 | 復仇神劍            |
| 7/10/2012  | 日本     | 東京 | 草1800 | GII  | 每日王冠             | 56   | 三浦皇成 | 3    | 16   | 8    | 1:45.6 | 機伶獵駒            |
| 20/10/2012 | 日本     | 東京 | 草1800 | GIII | 富士錦標             | 56   | 三浦皇成 | 13   | 18   | 11   | 1:33.1 | 亞瑟神劍            |
| 31/3/2013  | 日本     | 中山 | 草1600 | GIII | 打吡公爵挑戰盃       | 57.5 | 田中勝春 | 14   | 16   | 7    | 1:33.0 | 東京光環            |
| 21/4/2013  | 日本     | 京都 | 草1600 | GII  | 讀賣盃               | 56   | 幸英明   | 3    | 18   | 16   | 1:33.6 | 大賽波士            |
| 5/5/2013   | 日本     | 新潟 | 草2000 | GIII | 新潟大賞典           | 57   | 高倉稜   | 12   | 16   | 6    | 1:57.7 | Passion Dance       |
| 19/10/2013 | 日本     | 東京 | 草2000 | GIII | 富士錦標             | 56   | 曼迪沙寶 | 15   | 15   | 10   | 1:33.9 | 碧海銀鯊            |
| 17/11/2013 | 日本     | 京都 | 草2000 | GI   | 一哩冠軍賽           | 57   | 幸英明   | 9    | 18   | 12   | 1:33.3 | 太陽神驥            |
| 11/5/2014  | 日本     | 新潟 | 草2000 | GIII | 新潟大賞典           | 56   | 池添謙一 | 7    | 16   | 5    | 1:59.5 | Yule Singing        |
| 15/6/2014  | 日本     | 東京 | 草1800 | GIII | 葉森盃               | 57   | 田邊裕信 | 3    | 17   | 5    | 1:46.5 | 解密精英            |
| 27/7/2014  | 日本     | 中京 | 草1600 | GIII | 中京紀念             | 56   | 濱中俊   | 16   | 16   | 12   | 1:38.2 | 瑞士名錶            |
| 12/10/2014 | 日本     | 東京 | 草1800 | GII  | 每日王冠             | 56   | 柴田大知 | 5    | 15   | 15   | 1:46.1 | Air Saumur          |
| 25/10/2014 | 日本     | 東京 | 草1800 | GIII | 富士錦標             | 56   | 江田照男 | 8    | 16   | 9    | 1:33.7 | 善得福              |
| 4/1/2015   | 日本     | 京都 | 草1600 | GIII | 京都金盃             | 55   | 松山弘平 | 10   | 18   | 14   | 1:34.0 | 全勝時期            |
| 8/2/2015   | 日本     | 東京 | 草1600 | GIII | 東京新聞盃           | 57   | 三浦皇成 | 9    | 16   | 8    | 1:36.1 | 萬千里              |
| 5/4/2015   | 日本     | 阪神 | 草2000 | GII  | 產經大阪盃           | 56   | 幸英明   | 2    | 14   | 7    | 2:04.2 | 命運女神            |
| 10/5/2015  | 日本     | 新潟 | 草2000 | GIII | 新潟大賞典           | 55   | 松若風馬 | 10   | 16   | 15   | 2:00.4 | 順理成章            |

## 退役後
退役後，錦繡前程並未入種，而是於熊本縣菊池市熊本縣立菊池農業高等學校休養，在2015年作為乘騎馬使用。
然而在途中其被發現右前腳蹄部出現破洞的情況，因而未能成為乘騎馬下在當地進行養老生活。
2018年3月，其被轉移至高知縣須崎市土佐黑潮牧場，繼續進行養老生活。

## 血統簡介
父系夜舞為日本賽駒，生涯戰績優秀，曾勝出一級賽菊花賞。祖父週日寧靜是美國三冠賽雙冠馬，退役後在日本配種，在日本馬壇相當成功，贏得多項分級賽事，其子嗣贏得巨額獎金，連續12年成為日本冠軍種馬。
母系Flora Green為日本賽駒，生涯曾勝出公開賽，血統上亦不俗，半兄為菊花賞冠軍成田路。外祖父Forty Niner為美國賽駒，曾勝出多場一級賽，退役後亦成爲優秀種馬，現已確立爲一支獨立的系統。

### 血統表
| 父線：週日寧靜系（Halo系）                           |                               |              |                  |
| 種馬 夜舞 1993年（棗色）                             | 週日寧靜 1986年（棕色）       | Halo         | Hail to Reason   |
| 種馬 夜舞 1993年（棗色）                             | 週日寧靜 1986年（棕色）       | Halo         | Cosmah           |
| 種馬 夜舞 1993年（棗色）                             | 週日寧靜 1986年（棕色）       | Wishing Well | Understanding    |
| 種馬 夜舞 1993年（棗色）                             | 週日寧靜 1986年（棕色）       | Wishing Well | Mountain Flower  |
| 種馬 夜舞 1993年（棗色）                             | Dancing Key 1983年（棗色）    | 尼真斯基     | 北地舞人         |
| 種馬 夜舞 1993年（棗色）                             | Dancing Key 1983年（棗色）    | 尼真斯基     | Flaming Page     |
| 種馬 夜舞 1993年（棗色）                             | Dancing Key 1983年（棗色）    | Key Partner  | Key to the Mint  |
| 種馬 夜舞 1993年（棗色）                             | Dancing Key 1983年（棗色）    | Key Partner  | Native Partner   |
| 繁殖雌馬 Flora Green 1998年（栗色）                  | Forty Niner 1985年（栗色）    | 淘金者       | Raise a Native   |
| 繁殖雌馬 Flora Green 1998年（栗色）                  | Forty Niner 1985年（栗色）    | 淘金者       | Gold Digger      |
| 繁殖雌馬 Flora Green 1998年（栗色）                  | Forty Niner 1985年（栗色）    | File         | Tom Rolfe        |
| 繁殖雌馬 Flora Green 1998年（栗色）                  | Forty Niner 1985年（栗色）    | File         | Continue         |
| 繁殖雌馬 Flora Green 1998年（栗色）                  | Floral Magic 1985年（深棗色） | Affirmed     | Exclusive Native |
| 繁殖雌馬 Flora Green 1998年（栗色）                  | Floral Magic 1985年（深棗色） | Affirmed     | Won't Tell You   |
| 繁殖雌馬 Flora Green 1998年（栗色）                  | Floral Magic 1985年（深棗色） | Rare Lady    | Never Bend       |
| 繁殖雌馬 Flora Green 1998年（栗色）                  | Floral Magic 1985年（深棗色） | Rare Lady    | Double Agent     |
| 雌系：號族：18                                       |                               |              |                  |
| 五代內近親交配：Raise a Native 5×4×5、Double Jay 5×5 |                               |              |                  |

## 命名由來
名字中，Danon（ダノン）為馬主Danox Co. Ltd.冠名，源自公司名字，而公司名字出自公司代表野田順弘之姓氏「野田」（ノダ）倒轉後的變體；Yoyo（ヨーヨー）於日語中，可轉寫為漢字「洋洋」，帶有「洋洋灑灑，開啟光明未來」（洋洋たる前途が開けることを願って）的期望，香港取後半部分的意思，翻譯為「錦繡前程」。

## 外部連結
- 錦繡前程 netkeiba.com
- 血統表